# Santalum myrtifolium
Santalum myrtifolium là một loài thực vật có hoa trong họ Santalaceae. Loài này được L. miêu tả khoa học đầu tiên năm 1771.